# Klavžar
Klávžar ali grívasti íbis (znanstveno ime Geronticus eremita) je velika ptica selivka, ki živi v pustih, polpuščavskih in skalnatih življenjskih okoljih, velikokrat, ne pa vedno, blizu tekočih voda.
Veliki gladko črni klavžar ima razpon peruti od 120 do 135 cm in povprečno težo 1 do 1,5 kg. Ta 70 do 80 cm dolga vrsta ima neoperjeno rdečo glavo in dolgi ukrivljeni rdeči kljun. Gnezdi v kolonijah na klifih v skalnatih predelih jugovzhodne Anatolije, puščavah Srednjega vzhoda in Afrike. Leže 2 do 3 jajca, prehranjuje pa se z žuželkami in manjšimi živalmi.
Nekdaj je bil klavžar veliko bolj razširjen po Srednjem vzhodu, Severni Afriki in tudi na ozemljih vse do Alp, čeprav je tukaj pred 400 leti izumrl. Nedavno so odkrili njegova prezimovalna območja v delih Sudana, Etiopije, Eritreje in morda delih Somalije, Jemna in Saudove Arabije.
Vrsto so nekdaj zelo cenili faraoni v starem Egiptu, sedaj pa je uradno skrajno ogrožena vrsta. Populacijo v divjini ocenjujejo na 420 in približno 1500 v ujetništvu (2004). Stalno ostaja le v Maroku, Turčiji in Siriji.
Klavžarja je zaradi ponovnega naseljevanja v Srednjo Evropo občasno mogoče opaziti tudi v Sloveniji, npr. jeseni 2021 v Ilirski Bistrici ali pomladi 2023 v Postojni, oktobra 2023 v Dolenjem Jezeru. Domneva se, da je bil v srednjem veku na Krasu, v Istri in v Dalmaciji pogosta ptica in da so ga večkrat tudi upodobili, npr. leta 1490 na eni od fresk v hrastoveljski cerkvi sv. Trojice, v podružnični cerkvi v Gradišču pri Divači, v grbu koprske plemiške družine Elio in na portalu gradu Lukovec v Občini Log - Dragomer. 
Slovenščina ima zelo staro domače ime zanj, pred pozabo ga je okrog leta 1797 v pripisih k Scopolijevemu delu o ptičih rešil Žiga Zois. Ime izhaja iz nemške besede za samotarja, puščavnika Klausner, kar je tudi v njegovem latinskem imenu eremita in se nanaša na njegova odmaknjena, skalnata gnezdišča. Povezano je tudi z izpričanim zgodovinskim nemškim imenom Klausrapp (Rapp je južnonemška oblika za vrano).